# Camulatz Saxum
Il Camulatz Saxum è una struttura geologica della superficie di 101955 Bennu.